# Incidente CSX 8888
El incidente CSX 8888 (conocido en Estados Unidos como "los ochos locos") se produjo por un tren de carga sin maquinista y fuera de control del CSX Transportation en el estado de Ohio, Estados Unidos, en 2001. El tren, remolcado por la locomotora N° 8888, una EMD SD40-2, que arrastraba un tren de 47 vagones, algunos de ellos cargados con productos químicos peligrosos, corrió fuera de control por dos horas a velocidades que alcanzaron los 82 km/h. Fue finalmente detenido con la ayuda de los maquinistas de una segunda locomotora, la cual pudo alcanzar el tren fuera de control y acoplarse al último vagón.
El incidente CSX 8888 inspiró la película de 2010 Unstoppable.

## Resumen de los hechos
El 15 de mayo de 2001, aproximadamente a las 12:35, un tren no tripulado de CSX, formado por la locomotora EMD SD-40-2 número 8888, 22 vagones cargados y 25 vacíos que pesaba 2.898 toneladas en total, partió del Patio Stanley en Walbridge, Ohio. El maquinista se bajó del tren para corregir un cambio de vías incorrecto y no pudo volver a subir. Ese hecho, sumado a los frenos de aire desconectados (algo habitual en las maniobras de enganche/desenganche), dejó al tren sin conductor y con potencia. 
El viaje descontrolado se dio hacia el sur por una distancia de 106 kilómetros antes de que personal de CSX fuera capaz de tenerlo bajo control y detenerlo. En el momento del incidente el clima era de llovizna. No hubo descarrilamiento de los equipos o de colisión. No hubo heridos graves, el maquinista sufrió algunas heridas leves. 
La formación Q63615 al mando de la locomotora SD40-2 8392 fue desviada en el desvío Dunkirk, Ohio. Allí Jess Knowlton, un maquinista con 31 años de experiencia, y Terry L. Forson, un conductor con 1 año de servicio, recibieron instrucciones para desacoplar su locomotora y esperar hasta que el tren fugitivo pasara por ese desvío. Aproximadamente a las 14:05, el tren fuera de control pasó Dunkirk y, luego de disponer el cambio para la vía principal, estos hombres se dispusieron a perseguir al tren fuera de control. 
En Kenton, Ohio, lo alcanzaron y lograron acoplarse con éxito al último vagón, a una velocidad de 82 km/h. El maquinista aplicó gradualmente el freno dinámico de su locomotora, y al llegar al cruce con la ruta 31 al sur de Kenton, logró reducir la velocidad del tren a aproximadamente 19 km/h. En el cruce también se encontraba posicionado el "Trainmaster" de CSX Jon Hosfeld, quien logró correr al lado de la locomotora y subir a bordo. Una vez en la cabina cerró inmediatamente el acelerador, y el tren no tardó mucho más en detenerse. Eran las 14:30 y el tren fuera de control había hecho 106 km en poco menos de 2 horas.